# Järnmättnad
Järnmättnad, ibland kallat transferrinmättnad, är ett mått som används vid utredning av järnstatus på människor. Måttet räknas fram ur värdena för serumjärn (s-Fe) och TIBC (Total iron-binding capacity) enligt formeln (s-Fe/TIBC)*100. Måttet, som uttrycks i procent, anger hur stor del järntransportproteinet transferrin i blodet som är mättad med järn. Höga värden kan indikera järnöverskott på grund av till exempel hemokromatos, medan låga värden kan tyda på järnbristanemi. Transferrinmättnad kallas även transferrinmättnadsindex (TSI) eller transferrinmättnadsprocent (TS-procent) Andra faktorer, till exempel inflammation, kan också påverka provet.

## Tolkning
Studier visar också att en transferrinmättnad (serumjärnkoncentration ÷ total järnbindningskapacitet) över 60 procent hos män och över 50 procent hos kvinnor visar förekomst av en abnormitet i järnmetabolismen (ärftlig hemokromatos, heterozygoter och homozygoter) med ungefär 95 procents noggrannhet. Detta fynd hjälper till vid tidig diagnos av ärftlig hemokromatos, särskilt medan serumferritin fortfarande är lågt. Det kvarhållna järnet vid ärftlig hemokromatos deponeras i första hand i parenkymceller, varvid ackumulering av retikuloendotelceller sker mycket sent i sjukdomen. Detta i motsats till transfusionell järnöverbelastning där järnavsättning sker först i retikuloendotelcellerna och sedan i parenkymceller. Detta förklarar varför ferritinnivåerna förblir relativt låga vid ärftlig hemokromatos, medan transferrinmättnaden är hög.

## Vanliga värden
Normala referensintervall är:
- Serumjärn: 60–170 μg/dl (10–30 μmol/l)
- Total järnbindningskapacitet: 240–450 μg/dl
- Transferrinmättnad: i genomsnitt 25 procent.[6] Referensintervall beror på flera faktorer som ålder, kön, ras och testutrustning. De flesta laboratorier definierar "normal" som högst 30 procent för kvinnor och högst 45 procent för manliga personer.[7][8] Över 50 procent ökar risken för toxiskt icke-transferrinbundet järn (NTBI) exponentiellt, vilket potentiellt kan orsaka organskador.[9][10]

μg/dl = mikrogram per deciliter
μmol/l = mikromol per liter
Laboratorier använder ofta olika enheter och "normalt" kan variera beroende på population och de labbtekniker som används. För att hjälpa läkare att tolka sina patienters resultat är laboratorier i allmänhet också skyldiga att rapportera sina normalvärden eller referensvärden.

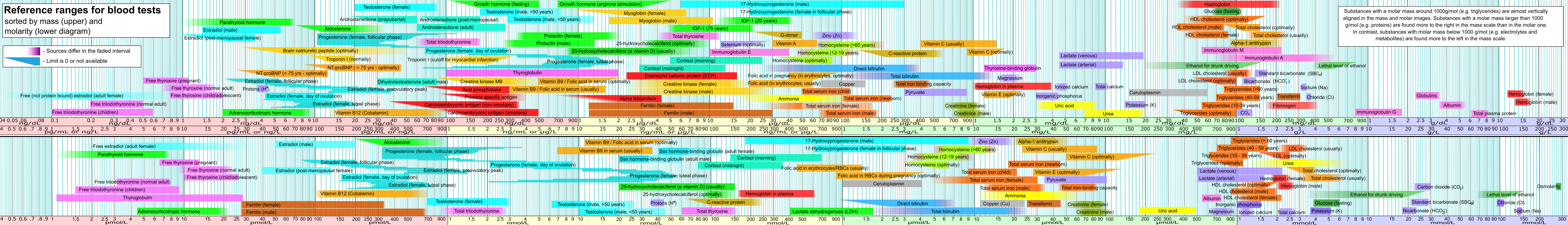
Referensintervall för blodprov, jämför blodinnehållet av järn och relaterade föreningar (visas i brunt och orange) med andra beståndsdelar.